# Château de Bois-lès-Pargny
Le château de Bois-lès-Pargny est un château situé à Bois-lès-Pargny, en France.

## Galerie

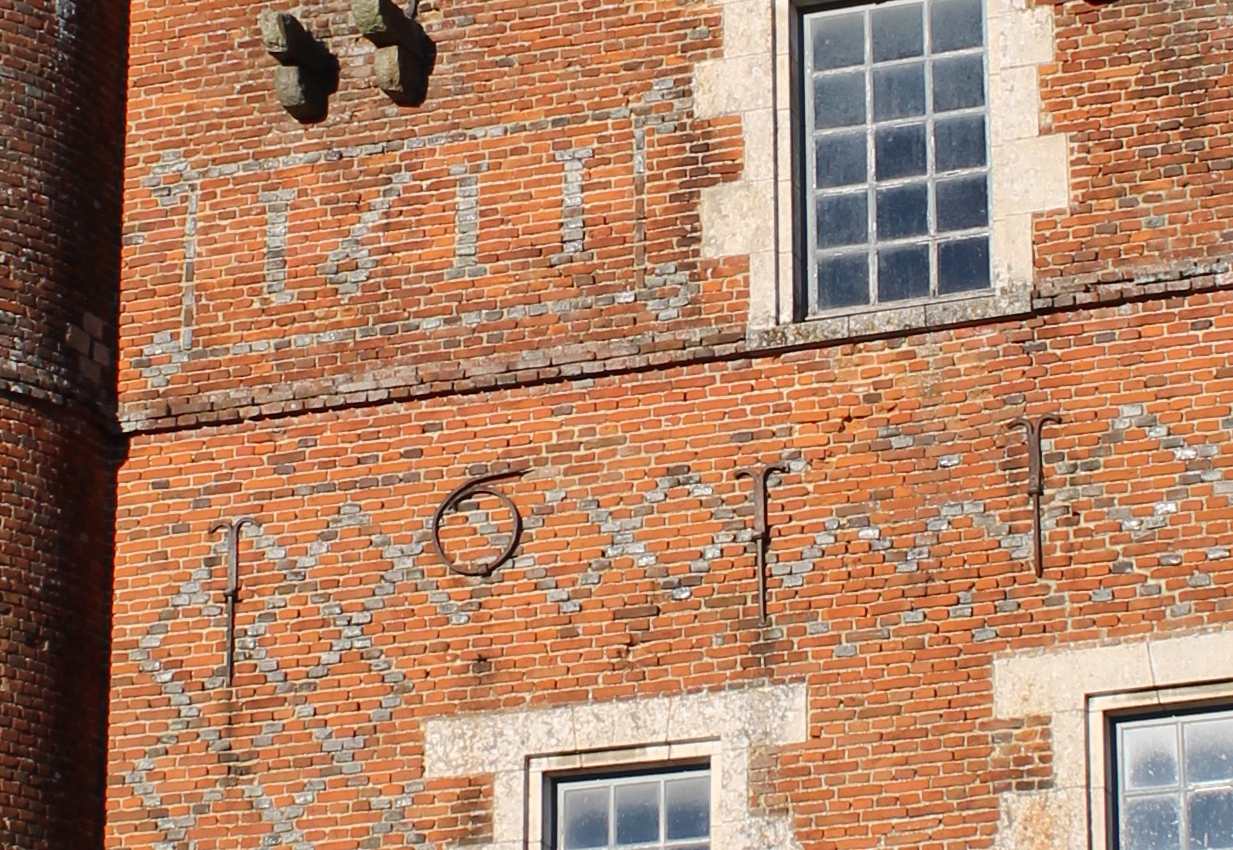
Détail de la date de construction du donjon écrite en briques vernissées et en chiffes en fer forgé.
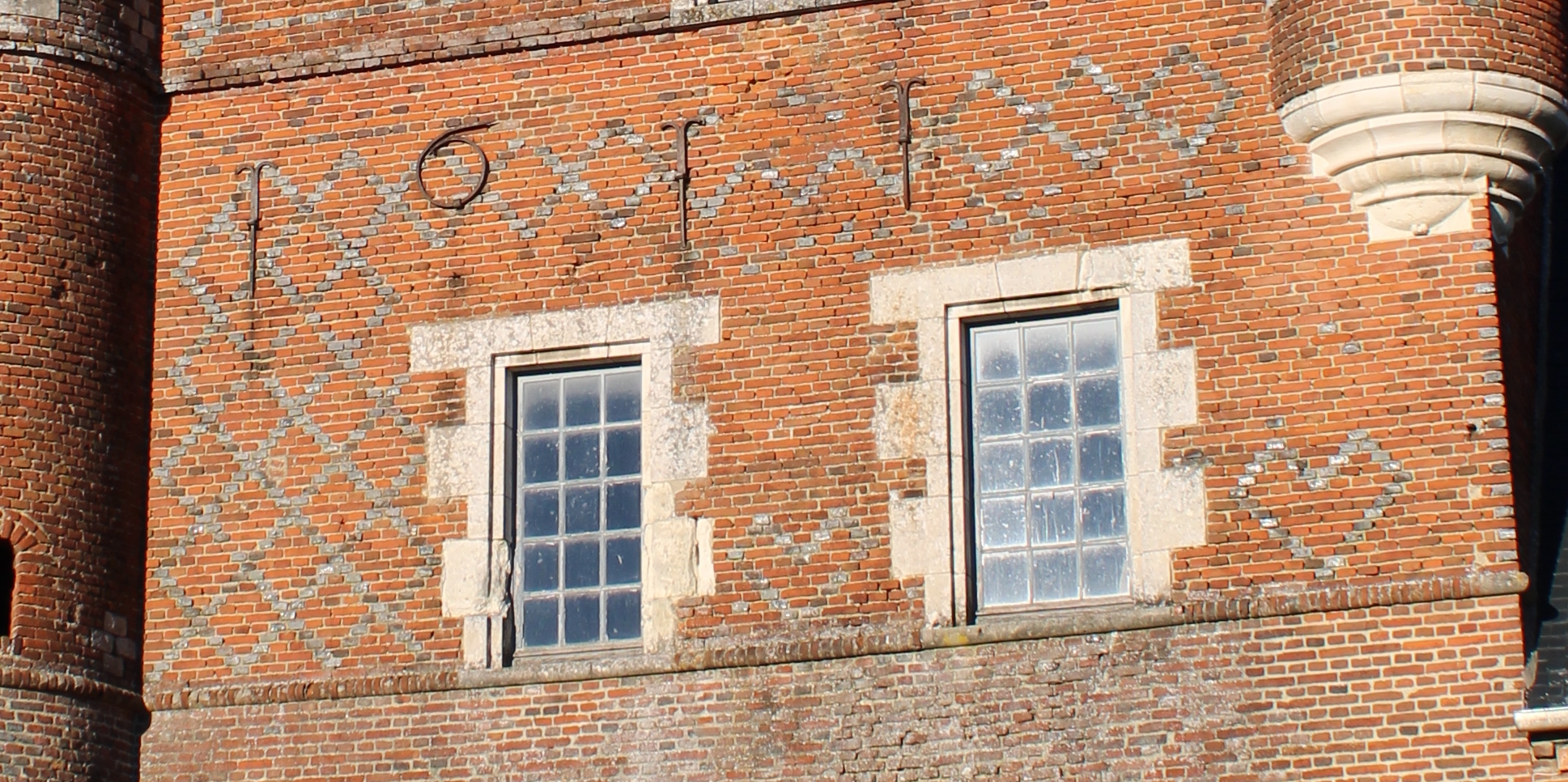
Détail des motifs en briques vernissées : losanges et deux cœurs.
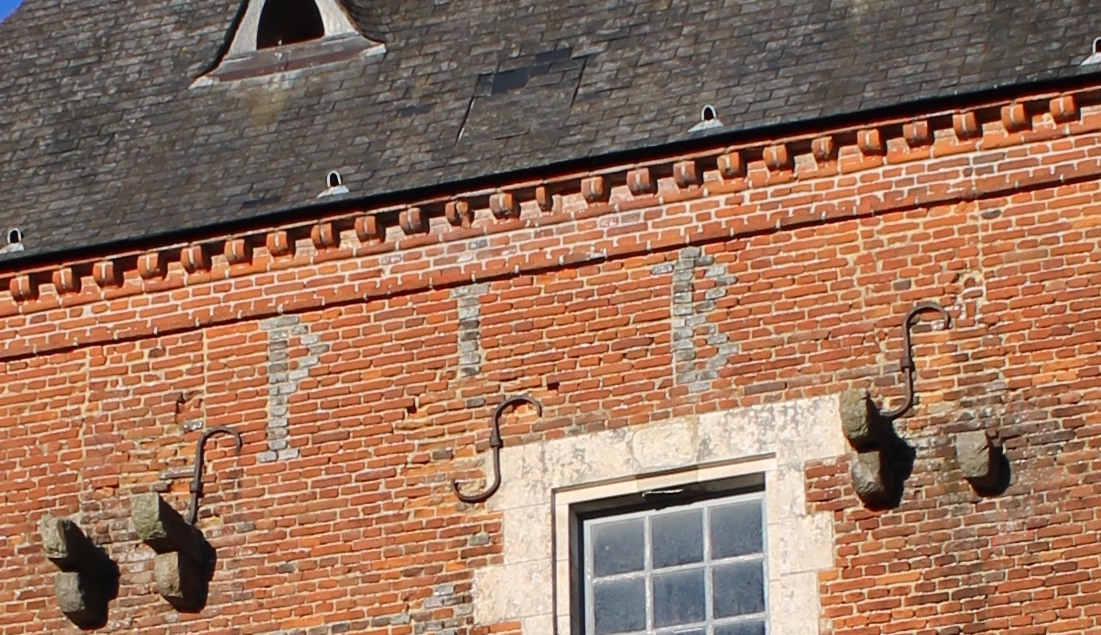
Initiales en briques vernissées  P L B , soit Pargny-lès-Bois.
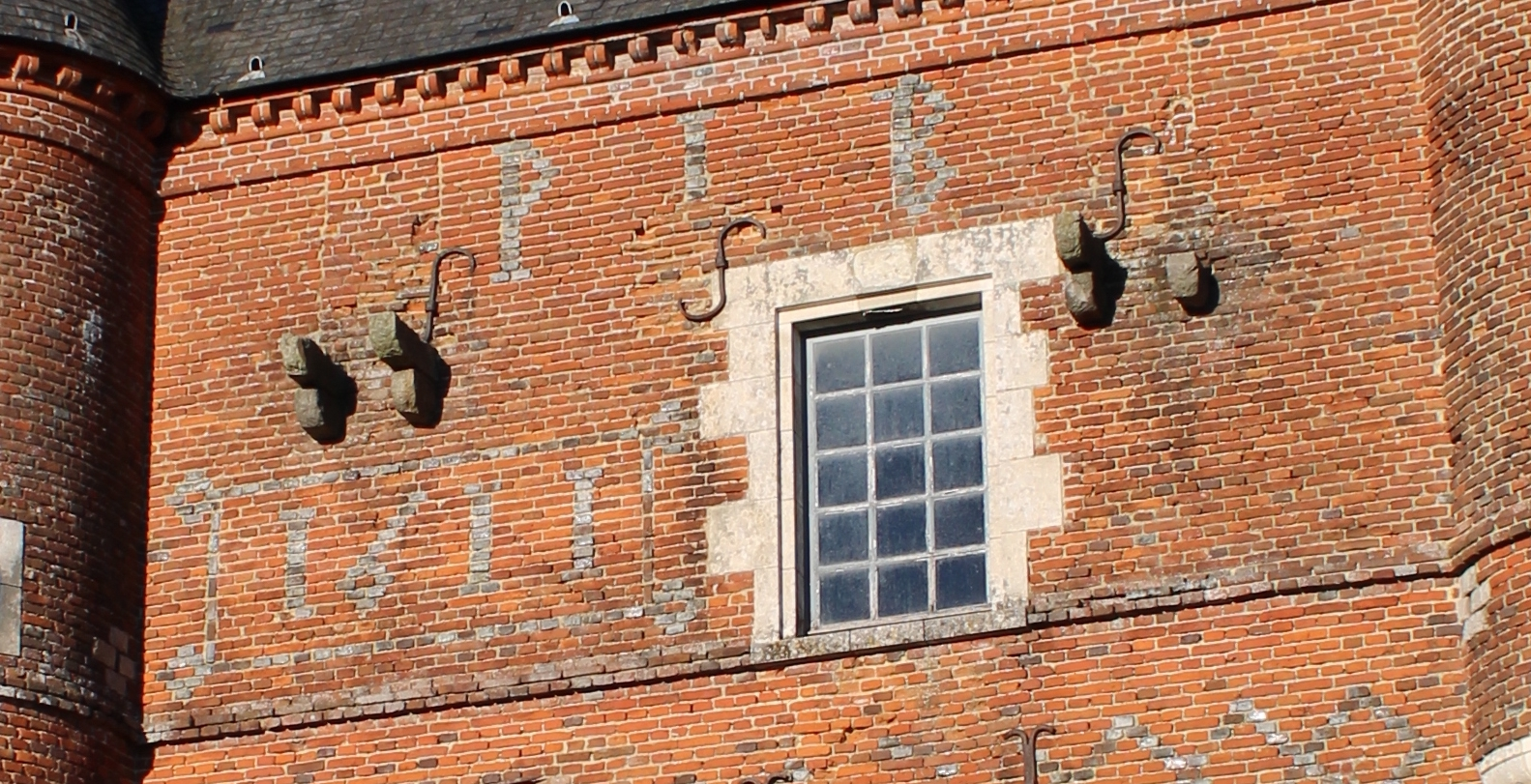
Corbeaux ayant servi de support probablement à un balcon comme le prouvent les deux fenêtres au-dessus qui ont été murées.
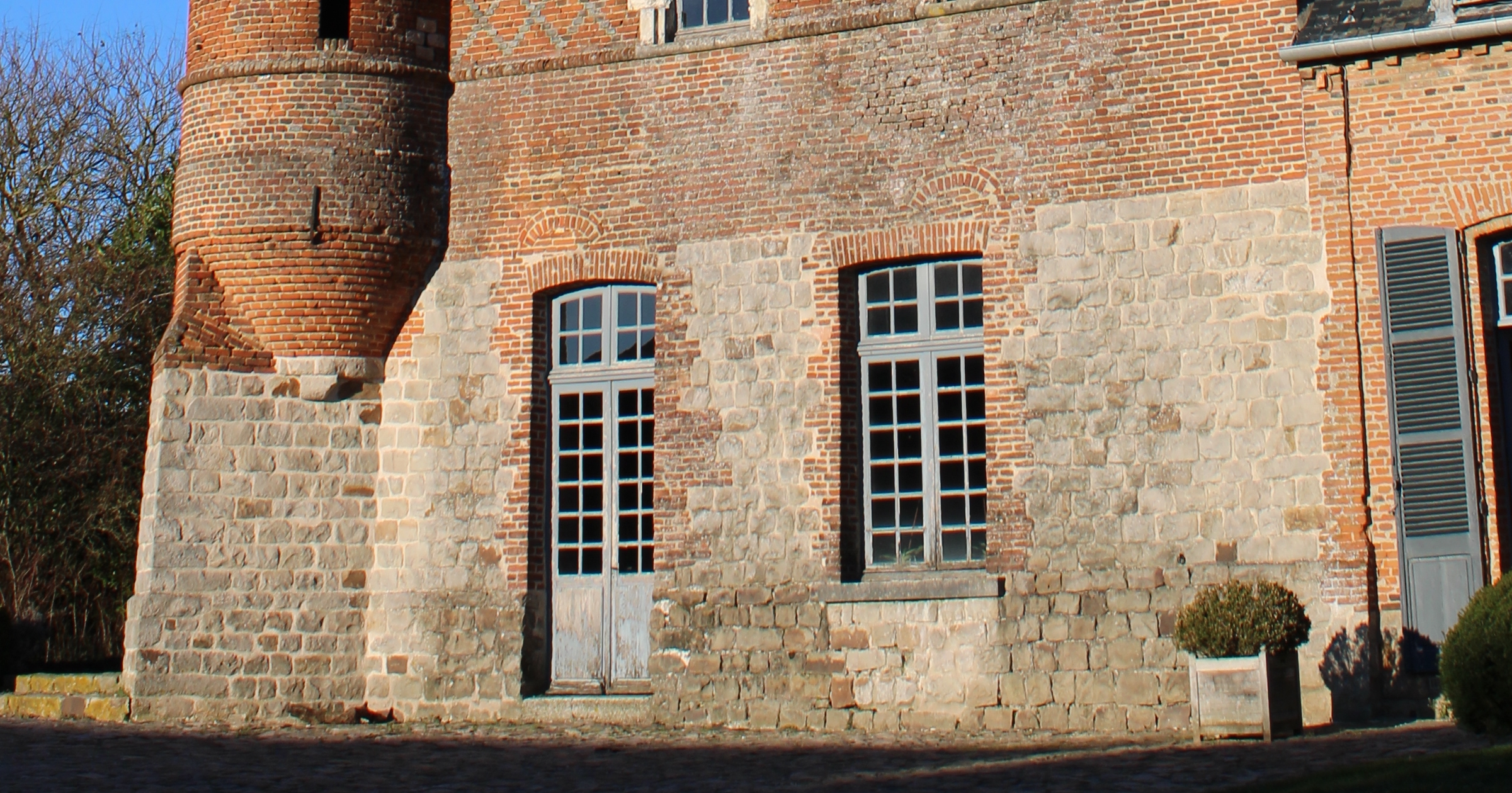
Assises en grès permettant de supporter le poids des murs en briques..
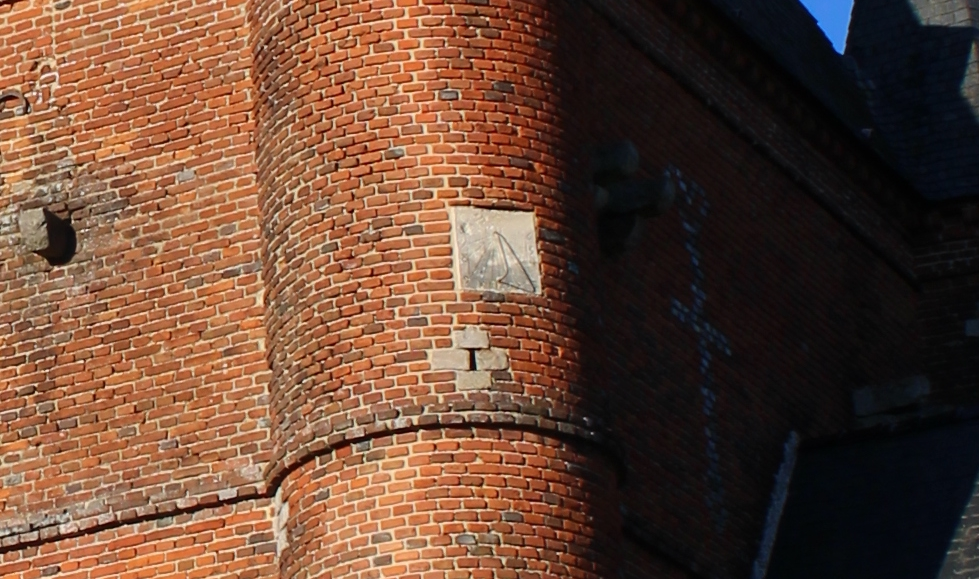
Cadran solaire.

## Localisation
Le château est situé sur la commune de Bois-lès-Pargny, dans le département de l'Aisne.

## Historique
Le monument est classé au titre des monuments historiques en 1927.